# Karel Lamač
Karel Lamač (27 de enero de 1887 – 2 de agosto de 1952) fue un director, actor, guionista y productor cinematográfico de origen checo. Dirigió 102 filmes entre 1919 y 1953, y actuó en 61 entre 1919 y 1938.

## Biografía
Nacido en Praga, Austria-Hungría (actual República Checa, prefirió dedicarse a la música y el teatro antes que a la farmacia, como hubieran deseado sus padres.
En los años de la Primera Guerra Mundial debutó en el cine haciendo reportajes en Alemania. Fue en este país donde inició su carrera de actor en 1918. Estrella del cine mudo, fue solicitado para hacer papeles de seductor, aunque al mismo tiempo desempeñaba funciones de director técnico y guionista.
La llegada del cine sonoro hizo evolucionar la carrera de Karel Lamač, que a partir de entonces se centró en la dirección. Con la llegada al poder del nazismo, prefirió rodar en el extranjero, en Estados Unidos, Inglaterra o Francia, países en los que dirigió versiones inglesas o francesas de sus filmes. Con el inicio de la Segunda Guerra Mundial, Lamač dejó Checoslovaquia emigrando a Holanda y al Reino Unido. Finalizada la contienda, retomó su carrera de director en 1947 en Francia, después en Alemania y, finalmente, en los Estados Unidos. 
Lamač estuvo casado con la actriz Anny Ondra, con la cual fundó una compañía productora, Ondra-Lamac-Film, en Alemania. Dirigió a Ondra en varias cintas mudas y actuó con ella en películas dirigidas por otros cineastas. Incluso trabajaron juntos tras divorciarse la pareja en 1933, funcionando su productora hasta la Segunda Guerra Mundial. Tras el divorcio, Ondra se casó con el boxeador Max Schmeling.
Carl Lamač falleció a causa de una crisis cardiaca en 1952 en Hamburgo, Alemania.

## Selección de su filmografía

### Como director
| - 1919 Vzteklý ženich - 1919 Akord smrti - 1920 Gilly poprvé v Praze - 1924 Bílý ráj - 1926 Dobrý voják Svejk - 1930 Des falsche Feldmarschall - 1930 Le comte Billy - 1931 To neznáte Hadimrsku - 1931 C. a k. Polní Marsálek - 1931 La chauve souris - 1931 Monsieur le maréchal - 1931 On a jeho sestra - 1931 Une nuit au paradis - 1932 Faut-il les marier ? - 1932 Lelícek ve sluzbách Sherlocka Holmese - 1932 Baby - 1932 Funebrák - 1932 Mamselle Nitouche - 1933 Orchesterprobe | - 1934 Frasquita - 1934 Nezlobte dedecka - 1934 So ein Theater! - 1934 Der verhexte Scheinwerfer - 1935 J'aime toutes les femmes - 1935 Ich liebe alle Frauen - 1936 Le Postillon de Lonjumeau - 1937 Peter Im Schnee - 1937 Der Hund von Baskerville - 1938 Duchácek to zarídí - 1938 Place de la Concorde - 1939 De Spooktrein - 1939 U pokladny stál - 1943 Contre-espionnage - 1943 Schweik's New Adventures - 1944 It Happened One Sunday - 1947 Une nuit à Tabarin - 1947 La colère des dieux - 1952 Die Diebin von Bagdad |

### Como actor
- 1918 Alois vyhral los, de Richard Branald
- 1919 Palimpsest, de Joe Jencík
- 1923 Der Junge Medardus, de Michael Curtiz
- 1924 Helena, de Manfred Noa (‘'Hélène de Troie), Patrocle
- 1924 Paradis blanc (Bílý ráj), de Carl Lamac
- 1926 Dobrý voják Svejk (The Good Soldier Svejk), de Carl Lamac, Palivec, l'aubergiste / le lieutenant Lukás
- 1928 Páter Vojtech, de Martin Frič,
- 1933 Professeur Cupidon, de Robert Beaudoin y André Chemel